# Танака Кадзухіто
Танака Кадзухіто  (яп. 田中和仁, 16 травня 1985) — японський гімнаст, олімпійський медаліст.

## Виступи на Олімпіадах
| Олімпіада   | Дисципліна       | Місце   |
| ----------- | ---------------- | ------- |
| Лондон 2012 | абсолютний залік | 6       |
| Лондон 2012 | командний залік  | 2       |
| Лондон 2012 | вільні вправи    | 61 r1/2 |
| Лондон 2012 | паралельні бруси | 4       |
| Лондон 2012 | перекладина      | 30 r1/2 |
| Лондон 2012 | кільця           | 11 r1/2 |
| Лондон 2012 | кінь             | 62 r1/2 |